# Schweizerischer Verband der Akademikerinnen
Der Schweizerische Verband der Akademikerinnen (SVA), Association Suisse des Femmes Diplômées des Universités, Associazione Svizzera delle Laureate, ist eine Gruppierung von Frauen aus sämtlichen akademischen Bereichen und Berufen in der Schweiz. Der SVA definiert sich als politisch, kulturell und konfessionell unabhängige Organisation.

## Ziele
Der Verband engagiert sich für Gleichstellungs- und Bildungsanliegen auf lokaler Ebene, gesamtschweizerisch und im internationalen Dachverband Graduate Women International. Er unterstützt das Engagement von Frauen in der sozio-professionellen und politischen Welt und setzt sich nach eigenen Angaben für eine Erhöhung des Frauenanteils unter den Hochschuldozierenden, also für mehr Professorinnen ein. Die Sektionen des SVA vergeben Stipendien und Preise zur Förderung junger Wissenschaftlerinnen.

## Organisation
Der SVA besteht aus neun Sektionen und einem Zentralvorstand. Jede Sektion ist eine unabhängige und selbständige Vereinigung von Akademikerinnen. Oberstes Organ ist die jährliche Delegiertenversammlung. Sektionen finden sich in Basel, Bern, Freiburg, Genf, Graubünden, Solothurn, Waadt, Zürich und in der Zentralschweiz.

## Präsidium und Sekretariat
Die Pädagogin Doris Boscardin präsidiert den Verband seit 2016. Als Sekretärin amtet die Soziologin  Livia Boscardin.

## Geschichte
Der Verband wurde 1924 in Bern gegründet. Nelly Schreiber-Favre war eine der Mitbegründerinnen und bis 1929 dessen erste Präsidentin. Der SVA gehört der Graduate Women International (GWI) an und wurde 1949 Mitglied des Bund Schweizerischer Frauenvereine, heute alliance F.
Zu den bekanntesten SVA-Präsidentinnen zählten u. a. die Politikerinnen Lydia Benz-Burger und Elisabeth Lardelli sowie die Frauenrechtskämpferin Helene Thalmann-Antenen.